# Mercedes-Benz OM607
Il Mercedes-Benz OM607 è un motore Diesel prodotto dal 2012 al 2019 dalla casa automobilistica francese Renault per la tedesca Mercedes-Benz.

## Caratteristiche

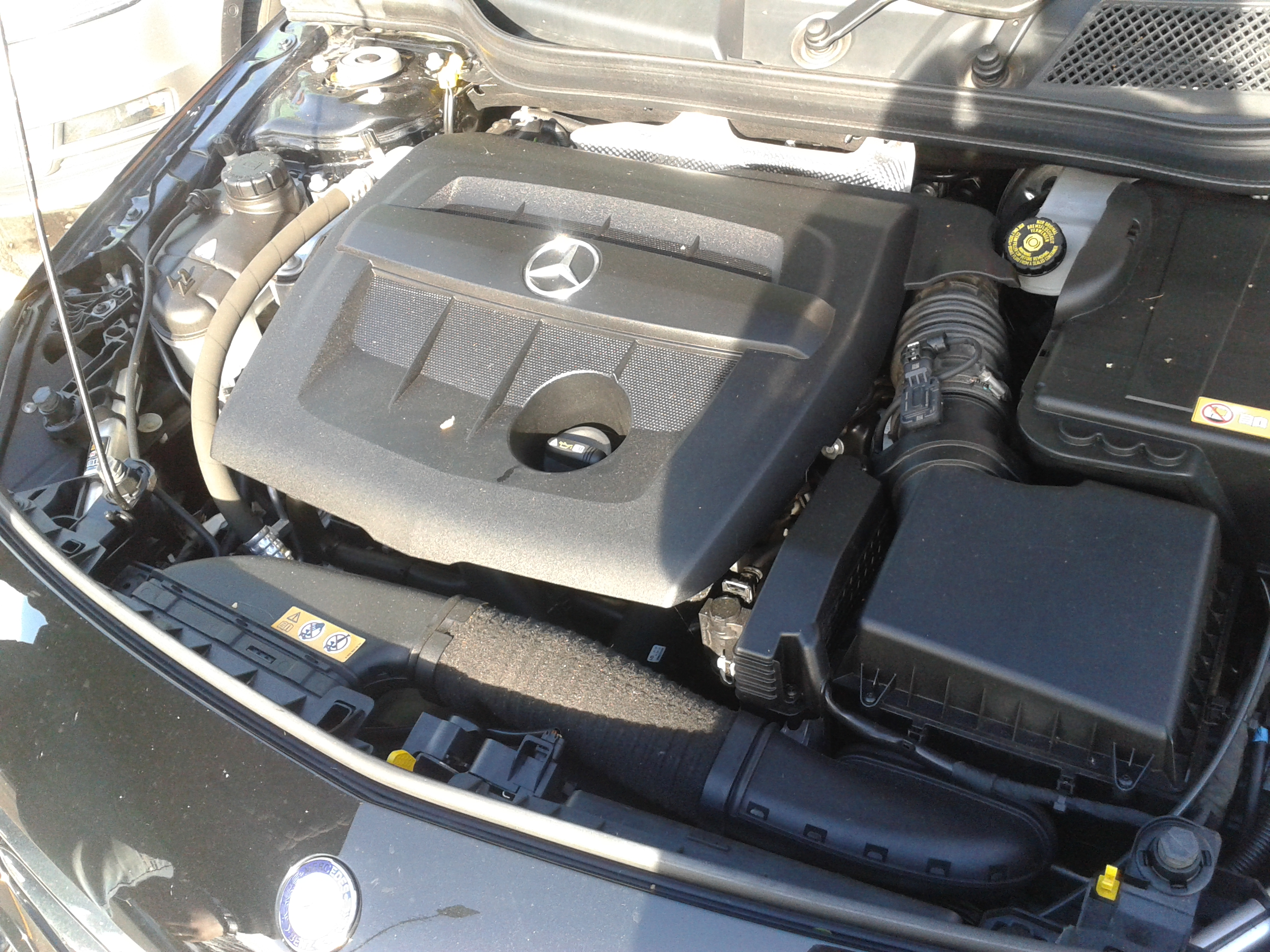
Vista di un motore OM607

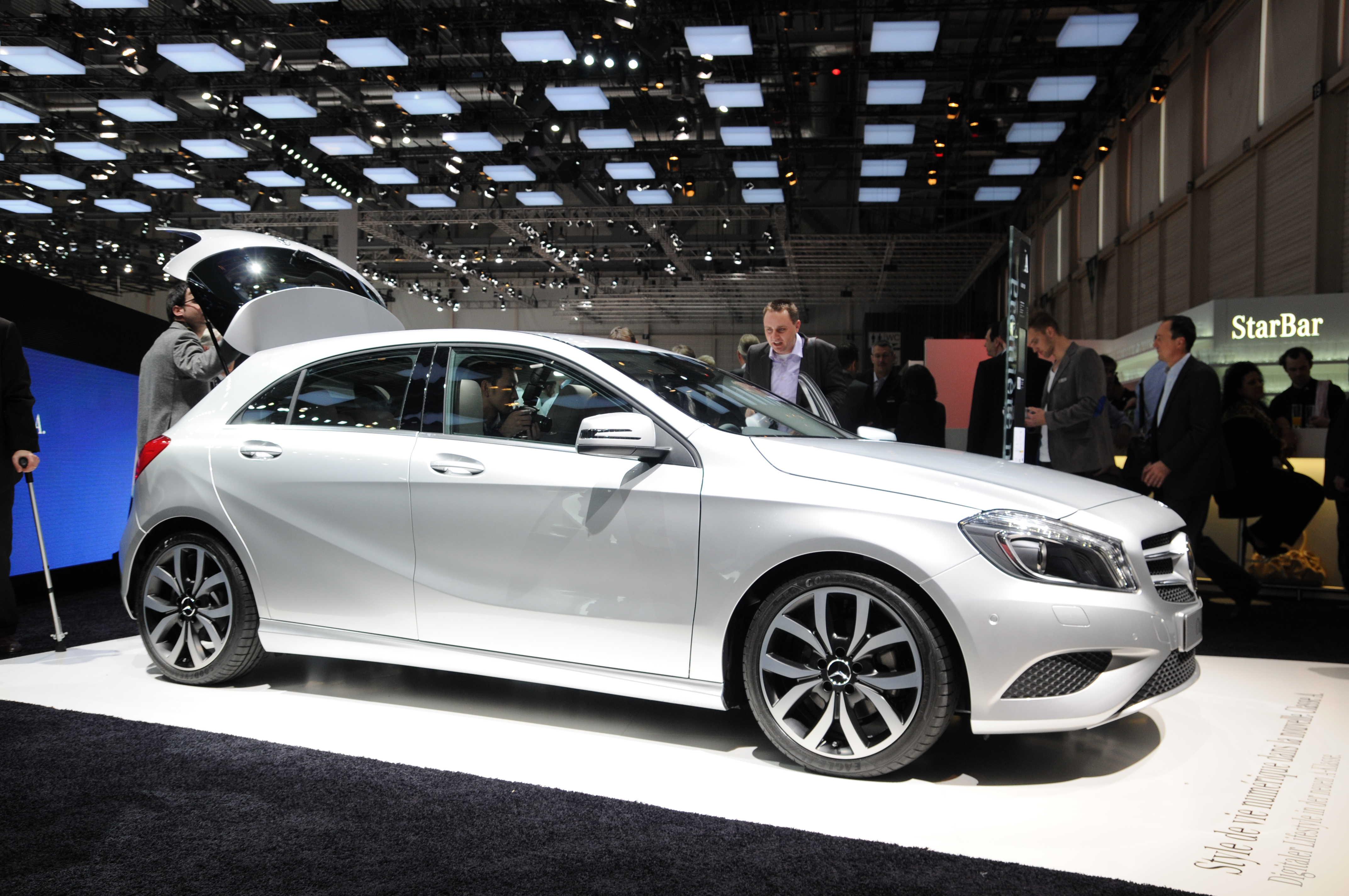
Il motore OM607 viene montato sulla Mercedes-Benz A180 CDI W176

Questo motore può essere definito il primo prodotto della joint-venture stretta all'inizio del 2010 dalla Daimler-Benz con il gruppo Renault-Nissan. Si tratta di un motore strettamente imparentato con il diesel K9K da 1461 cm³, del quale tra l'altro vengono conservate le stesse caratteristiche dimensionali, e perciò anche le misure di alesaggio e corsa, pari a 76 × 80,5 mm.
A partire dal 1.5 K9K largamente diffuso nella produzione Nissan e Renault, la casa di Stoccarda ha però effettuato alcune modifiche: per esempio, nuovi sono l'intercooler, l'alternatore, il motorino di avviamento, i condotti di aspirazione e di scarico ed i supporti del motore. Per il resto, il propulsore mantiene inalterate le caratteristiche di origine, tra cui la distribuzione monoalbero in testa con due sole valvole per cilindro. Anche se apparentemente superato, tale motore è stato indicato da varie fonti come uno dei più moderni ed efficienti nella sua categoria.
L'assemblaggio di tale motore avviene allo stabilimento Renault di Valladolid, per cui è di fatto un motore Renault, che però trova applicazione prevalentemente nella produzione Mercedes-Benz.
Di seguito vengono elencate tutte le principali caratteristiche del motore OM607:
- monoblocco e basamento in ghisa;
- testata in lega leggera;
- alesaggio e corsa: 76 × 80,5 mm;
- cilindrata: 1461 cm³;
- distribuzione ad un asse a camme in testa;
- testata a due valvole per cilindro;
- alimentazione ad iniezione diretta common rail;
- sovralimentazione mediante turbocompressore ed intercooler;
- albero a gomiti su 5 supporti di banco.

Alla fine del 2019, con la scomparsa della prima generazione della Classe GLA e l'aggiornamento dei motori del furgone Citan, il motore OM607 è stato sostituito dalla sua diretta evoluzione, il motore OM608.

## Riepilogo versioni e applicazioni
Il motore OM607 viene proposto in tre livelli di potenza, le cui caratteristiche ed applicazioni sono così riassumibili:
| Variante | Rapporto di compressione | Potenza CV/rpm | Coppia Nm/rpm  | Applicazioni                                | Anni di produzione |
| -------- | ------------------------ | -------------- | -------------- | ------------------------------------------- | ------------------ |
| 1.       | -                        | 75/4000        | 180/ 1750-2500 | Mercedes-Benz Citan 108 CDI                 | 10/2012-11/2019    |
| 2.       | -                        | 80/3750        | 210/ 1750-2250 | Mercedes-Benz Citan 108 CDI                 | dal 02/2019        |
| 3.       | 15.5                     | 90/4000        | 200/ 1750-2750 | Mercedes-Benz Citan 109 CDI                 | 10/2012-11/2019    |
| 3.       | 15.5                     | 90/4000        | 240/ 1750-2750 | Mercedes-Benz A 160 CDI W176                | 09/2013-06/2015    |
| 3.       | 15.5                     | 90/4000        | 240/ 1750-2750 | Mercedes-Benz A 160 d W176                  | 07/2015-03/2018    |
| 3.       | 15.5                     | 90/4000        | 240/ 1750-2750 | Mercedes-Benz B 160 CDI W246                | 09/2013-08/2015    |
| 3.       | 15.5                     | 90/4000        | 240/ 1750-2750 | Mercedes-Benz B 160 d W246                  | 09/2015-11/2018    |
| 4.       | 15.5                     | 95/3750        | 230/ 1750-2250 | Mercedes-Benz Citan 109 CDI                 | dal 02/2019        |
| 5.       | 15.1                     | 109/4000       | 260/ 1750-2500 | Mercedes-Benz A 180 CDI W176                | 07/2012-06/2015    |
| 5.       | 15.1                     | 109/4000       | 260/ 1750-2500 | Mercedes-Benz A 180 d W176                  | 07/2015-03/2018    |
| 5.       | 15.1                     | 109/4000       | 260/ 1750-2500 | Infiniti Q30 1.5d                           | 10/2015-02/2018    |
| 5.       | 15.1                     | 109/4000       | 260/ 1750-2500 | Mercedes-Benz B 180 CDI 1.5 W246            | 06/2013-08/2015    |
| 5.       | 15.1                     | 109/4000       | 260/ 1750-2500 | Mercedes-Benz B 180 d W246                  | 09/2015-11/2018    |
| 5.       | 15.1                     | 109/4000       | 260/ 1750-2500 | Mercedes-Benz CLA 180 CDI C117              | 02/2014-08/2015    |
| 5.       | 15.1                     | 109/4000       | 260/ 1750-2500 | Mercedes-Benz CLA 180 d C117                | 09/2015-02/2019    |
| 5.       | 15.1                     | 109/4000       | 260/ 1750-2500 | Mercedes-Benz CLA 180 d Shooting Brake X117 | 09/2015-02/2019    |
| 5.       | 15.1                     | 109/4000       | 260/ 1750-2500 | Mercedes-Benz Citan 111 CDI                 | 10/2012-11/2019    |
| 5.       | 15.1                     | 109/4000       | 260/ 1750-2500 | Mercedes-Benz GLA 180 CDI X156              | 09/2014-12/2019    |
| 6.       | -                        | 116/3750       | 260/ 2000-2500 | Mercedes-Benz Citan 111 CDI                 | dal 02/2019        |